# Список китайських енциклопедій
У цьому списку представлений неповний перелік енциклопедії та лейшу (類書), опублікованих у Китаї з давніх-давен до наших часів.

## Династія Чжоу, Хань, Тан, Сун
- «Весни та осені» (кит. спр. 春秋)

- «Історичні записки» (кит. спр. 史记)
- «Мудреці з Хуайнані» (кит. спр. 淮南子)

- «Класифіковані збори текстів» (кит. спр. 欧阳询撰. 艺文类聚)

- «Імператорський огляд років Тайпін» (кит. спр. 太平御览
- «Вихідне / магічне відображення» (кит. спр. 册府元龟)

## Династія Мін
- «Збори ілюстрацій до неба, землі та людині» (кит. спр. 三才图会)
- «Енциклопедія Юнле» (кит. спр. 永樂大典)
- «Використання сил природи» (кит. спр. 天工开物
- «Записки про озброєння та військове спорядження» (кит. спр. 武备志)
- «Енциклопедії про управління землеробством» (кит. спр. 农政全书)

## Імперія Цін
- «Повне зібрання книг давнини та сучасності» (кит. спр. 古今图书集成)
- «Повне зібрання книг з чотирьох розділів» (кит. спр. 四库全书)

## КНР
- «Словник з історії китайської культури» (кит. спр. 中国文化史词典) (1987)
- «Енциклопедія нового Китаю» (англ. Encyclopedia of New China
- «Хронологічний довідник з китайської культури» (кит. спр. 中国文化史年表) (1949)
- «Китайська енциклопедія» (кит. спр. 中华百科全书)
- «Велика китайська енциклопедія» (кит. спр. 中国大百科全书)
- «Китайська енциклопедія для освіти дорослих» (кит. спр. 中国成人教育百科全书)

### Мережеві
- «Китайська Вікіпедія» (кит. спр. 中文维基百科) (2002)
- «Худун» (кит. спр. 快懂百科) (2005)
- «Енциклопедія Байду» (кит. спр. 百度百科) (2006)
- «Енциклопедія 360» (кит. спр. 360百科) (2013)
- «Енциклопедія Согоу» (кит. спр. 搜狗百科) (2013)
- «Енциклопедія від експертів» (кит. спр. MBA智库百科)
- «Тайванська енциклопедія» (кит. трад. 臺灣大百科全書)
- «Енциклопедія „Дівчат Мої“» (кит. спр. 萌娘百科)
- «Бейсбол Вікі» (кит. трад. 台灣棒球維基館)
- «Китаємовна енциклопедія» (кит. трад. 中文百科)

### Переклади
Китайською перекладено ряд радянських, російських та зарубіжних енциклопедій, включаючи:
- «Велика радянська енциклопедія» (1953–1955 рр. видання у Китаї)
- «Будівництво. Енциклопедія сучасної техніки» (1983)
- «Філософська енциклопедія» (1984)
- «Радянська військова енциклопедія» (1986)
- «Радянський енциклопедичний словник» (1986)
- «Радянська історична енциклопедія» (1992)
- «Британська енциклопедія» (кит. спр. 不列颠百科全书 国际中文版) (2012)
- «Духовна культура Китаю» (кит. спр. 中国精神文化大典) (2016)